# Lijst van gemeenten in Kocaeli
Onderstaande lijst bevat alle gemeenten (2000) in de Turkse provincie Kocaeli.
| District   | Gemeente     |
| ---------- | ------------ |
| Bekirpaşa  | Bekirpaşa    |
| Derince    | Derince      |
| Gebze      | Çayırova     |
| Gebze      | Darıca       |
| Gebze      | Dilovası     |
| Gebze      | Gebze        |
| Gebze      | Şekerpınar   |
| Gebze      | Tavşancıl    |
| Gölcük     | Değirmendere |
| Gölcük     | Gölcük       |
| Gölcük     | Halıdere     |
| Gölcük     | Hisareyn     |
| Gölcük     | İhsaniye     |
| Gölcük     | Ulaşlı       |
| Gölcük     | Yazlık       |
| İzmit      | Acısu        |
| İzmit      | Akmeşe       |
| İzmit      | Alikahya     |
| İzmit      | Arslanbey    |
| İzmit      | Bahçecik     |
| İzmit      | Büyükderbent |
| İzmit      | Eşme         |
| İzmit      | Karşıyaka    |
| İzmit      | Köseköy      |
| İzmit      | Kullar       |
| İzmit      | Kuruçeşme    |
| İzmit      | Maşukiye     |
| İzmit      | Sarımeşe     |
| İzmit      | Suadiye      |
| İzmit      | Uzunçiftlik  |
| İzmit      | Uzuntarla    |
| İzmit      | Yeniköy      |
| İzmit      | Yuvacık      |
| Kandıra    | Kandıra      |
| Karamürsel | Akçat        |
| Karamürsel | Dereköy      |
| Karamürsel | Ereğli       |
| Karamürsel | Karamürsel   |
| Karamürsel | Kızderbent   |
| Karamürsel | Yalakdere    |
| Kocaeli    | Kocaeli      |
| Körfez     | Hereke       |
| Körfez     | Kirazlıyalı  |
| Körfez     | Körfez       |